# Ахе, Рагнар
Рагнар Ахе (нидерл. Ragnar Ache; род. 28 июля 1998, Франкфурт-на-Майне, Гессен) — немецкий футболист, нападающий клуба «Кёльн».

## Карьера
Отец Рагнара — немец, мать родом из Ганы. Он родился в немецком Франкфурте-на-Майне, футболом занимался в клубе SpVgg 03 из Ной-Изенбурга. В 11 лет Ахе переехал в Роттердам, чтобы заниматься в академии местного клуба «Спарта». В сезоне 2016/17 он начал играть за вторую команду клуба. Со второй половины сезона 2016/2017 стал привлекаться к тренировкам с основным составом. 4 апреля 2017 года дебютировал в Эредивизи, выйдя на замену на 80-й минуте матча с «Херенвеном» вместо Илиаса Алхалфта.

## Достижения
«Айнтрахт»
- Победитель Лиги Европы УЕФА: 2021/22